# بطباط ماريني
بطباط ماريني (الاسم العلمي:Polygonum marinense) هي نوع من النباتات يتبع جنس البطباط من فصيلة البطباطية.